# Ilyushin Il-14
Ilyushin Il-14 (Tên hiệu NATO Crate) là một loại máy bay chở hàng quân sự và hành khách thương mại hai động cơ của Xô viết cất cánh lần đầu năm 1950 và đi vào phục vụ năm 1954. Il-14 cũng được chế tạo tại Đông Đức bởi VVB Flugzeugbau, tại Tiệp Khắc bởi Avia 14, và tại Trung Quốc dưới tên định danh Trung Quốc Y-6.

## Thiết kế và phát triển
Il-14 được phát triển như một sự thay thế cho phiên bản Lisunov Li-2 phỏng theo loại Douglas DC-3 do Liên Xô sản xuất. Một phiên bản phát triển trước đó là Ilyushin Il-12, (cất cánh lần đầu năm 1945) Il-14 được dự định sử dụng hàng loạt trong cả quân sự và dân sự. Il-12 gặp nhiều vấn đề lớn, động cơ kém và hạn chế về sức chở (dù ban đầu Il-12 chỉ được thiết kế chở 32 hành khách, thực tế nó chỉ chở được 18 người, tính kinh tế thấp).
Việc phát triển Il-14 đã được sửa đổi từ những bài học trước đó, với cánh mới và cánh đuôi có góc lớn hơn, nó được trang bị hai động cơ piston bố trí tròn Shvetsov ASh-82T-7 1900 hp (1400 kW). Những thay đổi này đã cải thiện đáng kể khả năng cơ động. Hơn 1000 chiếc đã được chế tạo, và tới năm 1960, 3.680 chiếc đã được sản xuất, tại cả Liên bang Xô viết và chế tạo theo giấy phép ở Đông Đức và Tiệp Khắc. Nó có độ tin cậy cao và được sử dụng nhiều tại những vùng nông thôn, nơi có điều kiện đường băng kém.

## Các phiên bản

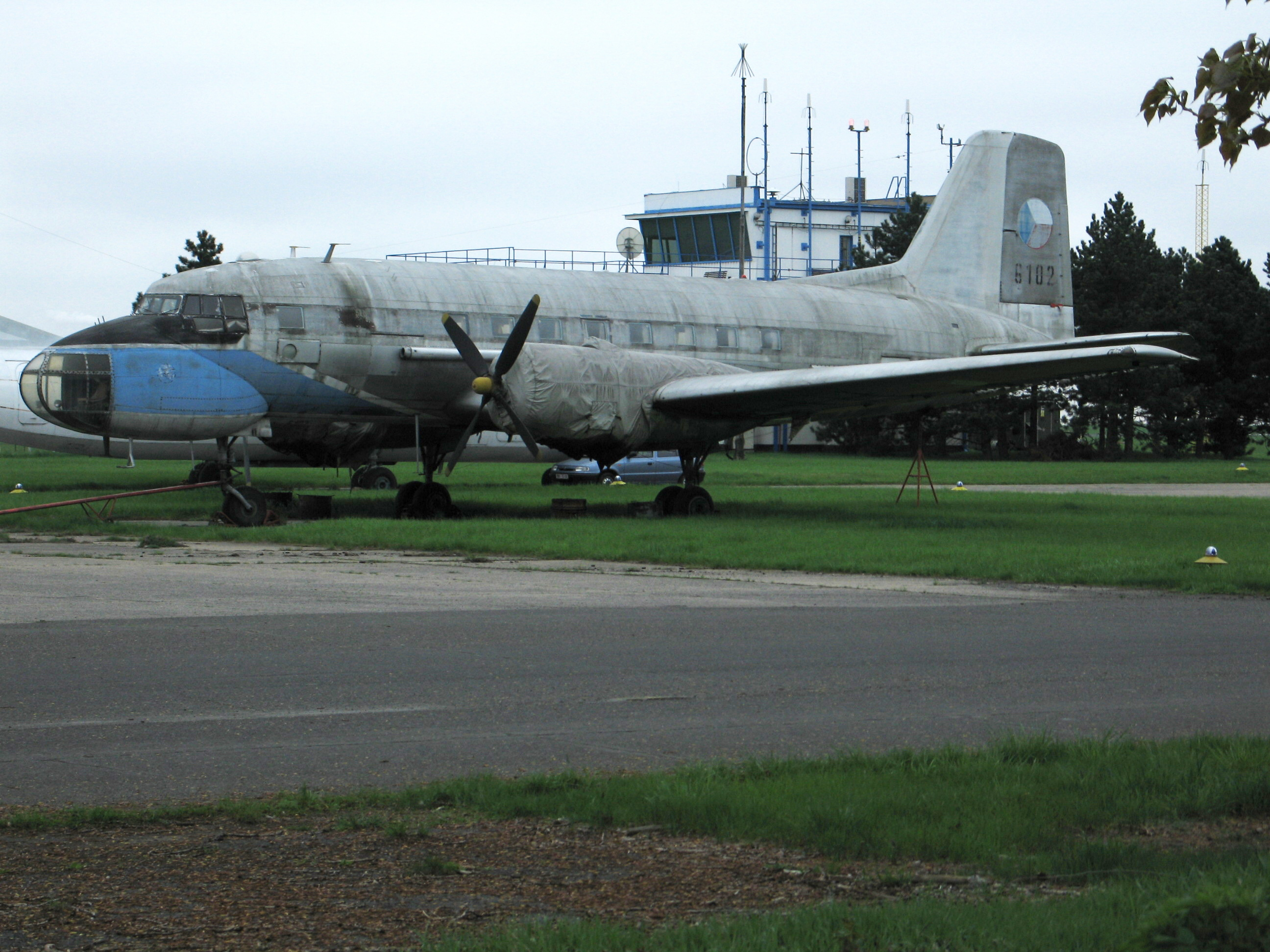
Avia Av-14FG

- Il-14: Máy bay vận tải hai động cơ.
- Il-14P: Phiên bản vận tải thương mại.
- Il-14M: Phiên bản vận tải thương mại, phần thân dài hơn.
- Il-14T: Phiên bản vận tải quân sự.
- Il-14G: Phiên bản vận tải chuyên dụng.
- Crate-C: Phiên bản tác chiến điện tử.
- Avia 14 / 14P: Ilyushin Il-14 và Il-14P chế tạo bởi hãng Avia tại Tiệp Khắc.
- Avia 14-32: Phiên bản 32 chỗ của Ilyushin Il-14M.
- Avia 14-42: Phiên bản mở rộng với phần thân điều áp.
- Avia 14T: Phiên bản vận tải của Ilyushin Il-14M.
- Avia 14FG: Phiên bản nghiên cứu trên không.
- Avia 14 Salon: Phiên bản chở VIP.
- Avia 14 Super:
- Y-6: Phiên bản của Trung Quốc.

## Các quốc gia sử dụng

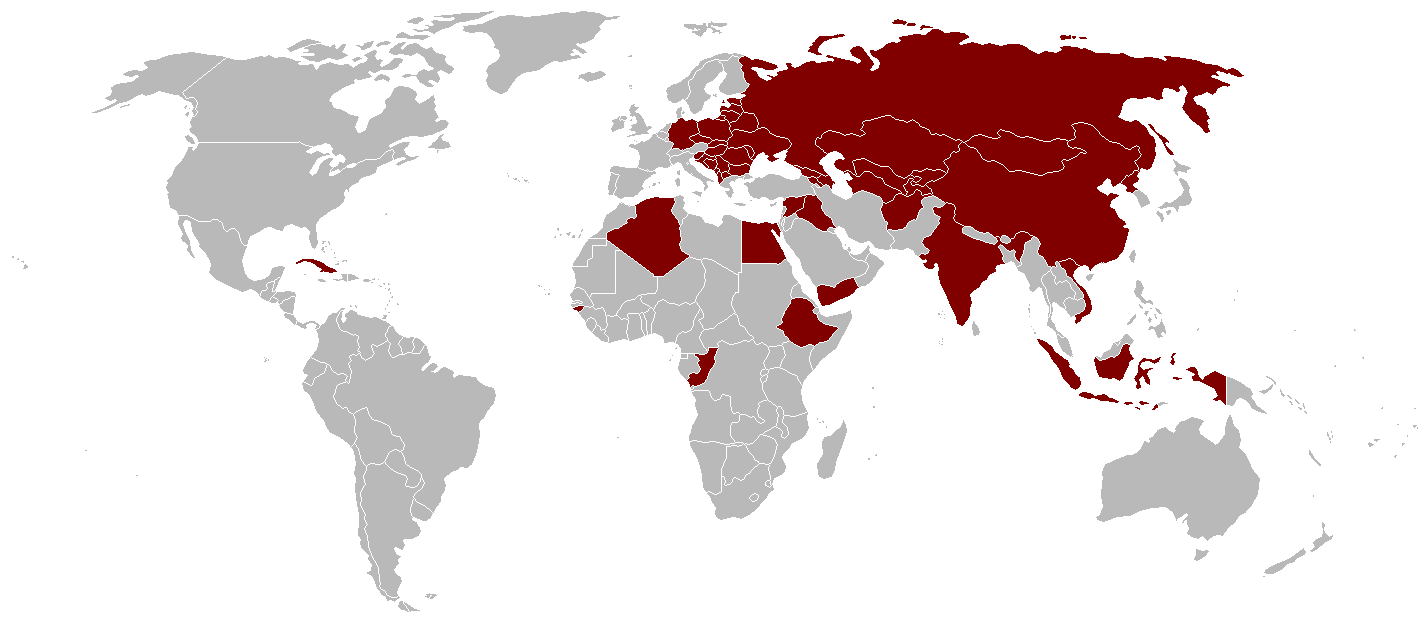
Các nước từng sử dụng Il-14

Rất ít chiếc còn có thể bay được, một số hoạt động chở hàng và một số được duy trì bởi các câu lạc bộ hàng không cũng như những người yêu thích nó. Tuy nhiên, loại Y-6 chế tạo không theo giấy phép của Trung Quốc vẫn hoạt động như máy bay huấn luyện trong Không quân Quân đội Giải phóng Nhân dân cho tới tận cuối thập niên 1980.

### Dân sự
Bulgaria
- Balkan Bulgarian Airlines
- Tabso

 Trung Quốc
- CAAC
- Shanxi Airlines
- Wuhan Airlines
- Zhongyuan Airlines

 Cuba
- Aerocaribbean
- Cubana

 Tiệp Khắc
- CSA Czech Airlines

 Cộng hòa Dân chủ Đức
- Interflug

 Hungary

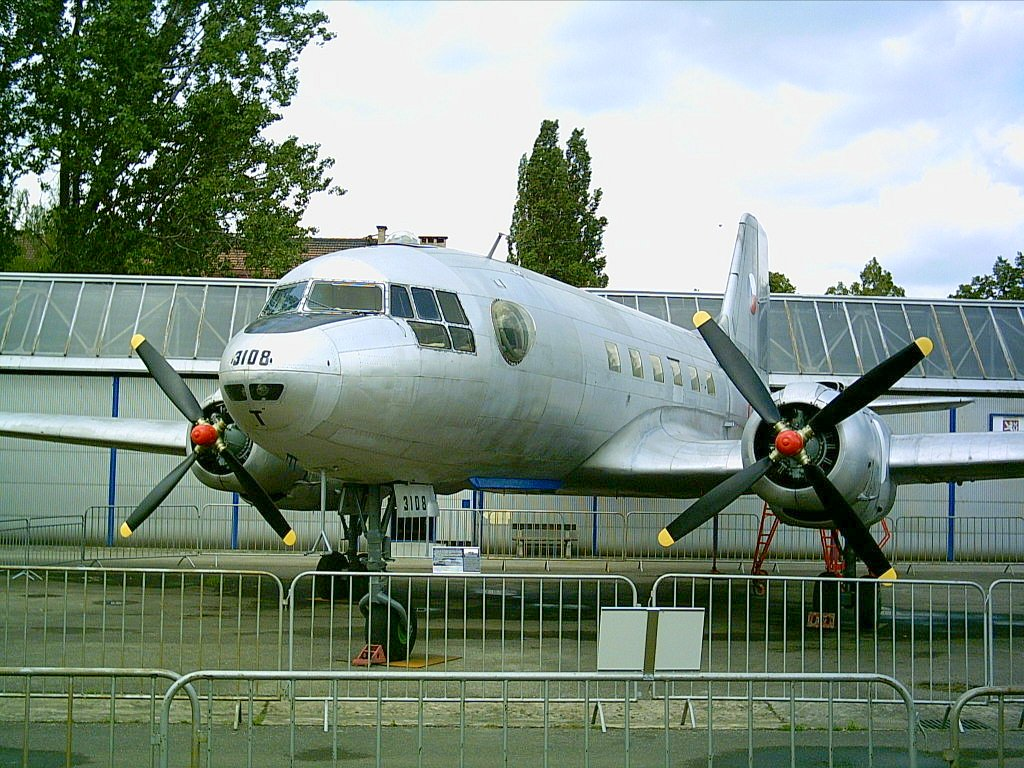
Avia Av 14-32 A

- Malev - 10 chiếc hoạt động tại Hungary từ năm 1956, 2 chiếc thuộc chính phủ Hungaria, 8 chiếc thuộc Malév Hungarian Airlines. 3 chiếc đầu của Malév được chế tạo tại Liên Xô, 5 chiếc còn lại Il-14P sản xuất ở Đông Đức. Các máy bay của Malév tiếp tục hoạt động đến năm 1970, 2 chiếc của chính phủ ngừng hoạt động năm 1978. Tất của số Il-14 của Hungaria đều được bán lại cho Liên Xô để sư dụng trong các hoạt động hàng không cực bắc.

 Mali
- Air Mali

 Mông Cổ
- Mongolian Airlines - UVS-MNR Air Mongol

 CHDCND Triều Tiên
- Ukamp

 Ba Lan
- Polskie Linie Lotnicze LOT điều hành 20 chiếc trong giai đoạn 1955 - 1974.

 Romania
- Tarom

 Liên Xô
- Aeroflot

 Yemen
- Yeman Airlines

 Nam Tư
- JAT

### Quân sự

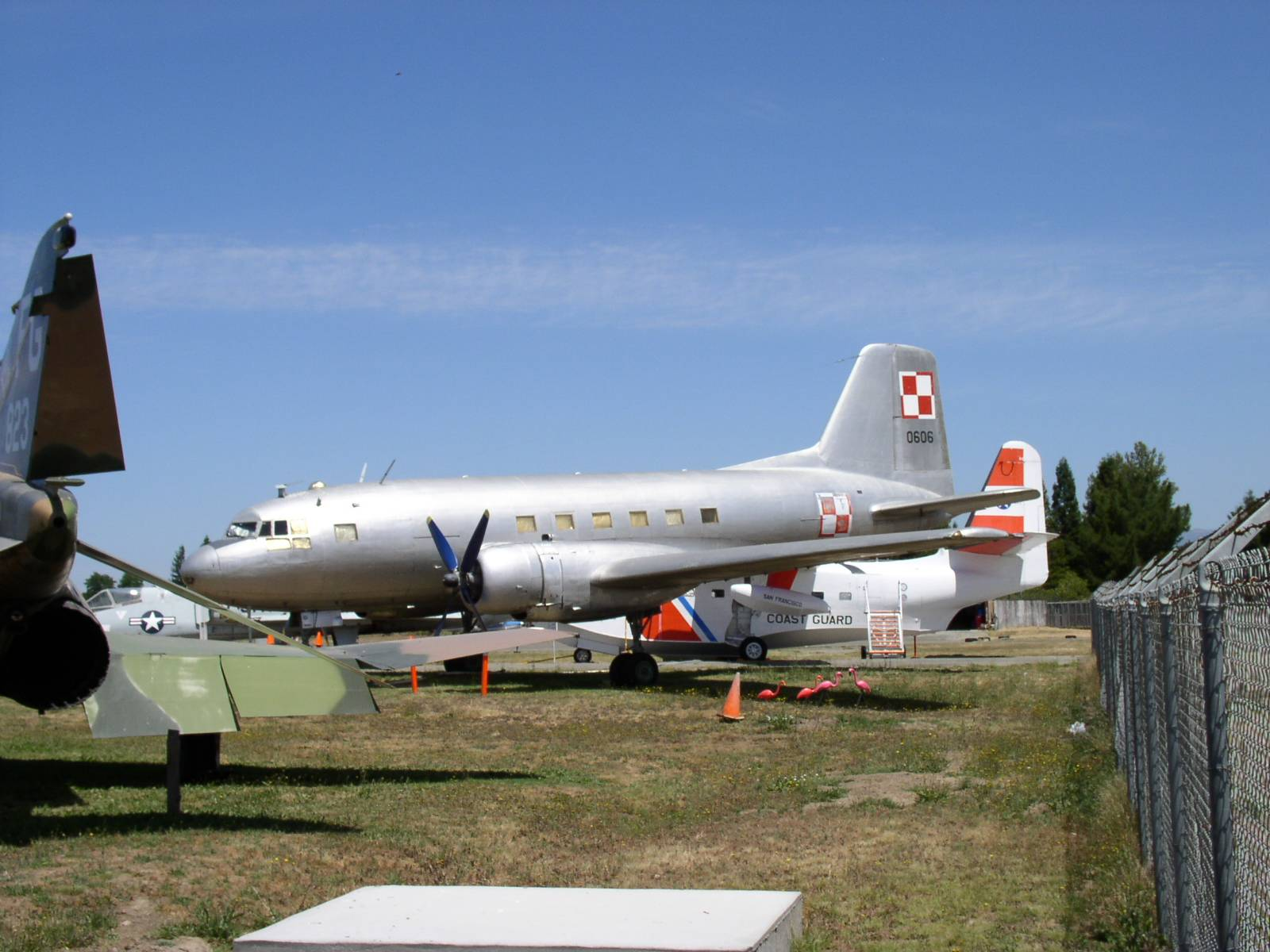
Ilyushin Il-14

- Afghanistan: 26 chiếc đã được cung cấp cho Không quân Afghanistan từ năm 1955 trở về sau[2]. Tới năm 1979, số lượng này giảm xuống còn 10 chiếc, đủ cho một phi đội[3].
- Albania: 11 chiếc đã được Không quân Albani sử dụng từ năm 1957. Tới năm 1999 không chiếc nào còn hoạt động. 8 chiếc Il-14M đã được chuyển giao từ năm 1957, bốn chiếc vẫn còn hoạt động năm 1979[3]. Một chiếc Il-14T duy nhất do Avia chế tạo cùng hai chiếc Il-14P vận tải do VEB chế tạo được chuyển giao năm 1983 và được cho ngừng hoạt động năm 1996[2].
- Algérie: 12 chiếc được giao hàng năm 1962, giai đoạn loại bỏ cuối cùng diễn ra năm 1997[2]. Only four were operational by 1979[3].
- Bulgaria: 20 chiếc được giao từ năm 1960, gồm Il-14M và Il-14P do VEB chế tạo[2]. Il-14P được cho nghỉ hưu năm 1974, và chỉ 4 chiếc Il-14M còn hoạt động tới năm 1979[3].
- Trung Quốc: Hơn 50 chiếc đã được Không quân Quân đội Giải phóng Nhân dân sử dụng từ năm 1955, chủ yếu là loại Il-14M và các biến thể Y-6 chế tạo trong nước. Một số chiếc cũng được thông báo hoạt động trong Hải quân Quân đội Giải phóng Nhân dân. Những chiếc cuối cùng được cho nghỉ cuối thập niên 1990[2].
- Cộng hoà Congo: 5 chiếc được giao từ năm 1960 và tiếp tục hoạt động tới tận năm 1997[2]. All were reported on strength in 1979[3].
- Cuba: 20 chiếc được giao năm 1961 và hoạt động tới tận năm 1992[2].
- Tiệp Khắc: 50 chiếc hoạt động từ năm 1958, dù đa số đều là những chiếc sản xuất trong nước từ năm 1968. Đa số chúng đã được cho nghỉ hưu trước khi Tiệp Khắc tan rã, dù một số nhỏ vẫn thỉnh thoảng hoạt động tại hai nước mới thành lập[2].
- Cộng hòa Dân chủ Đức: 30 chiếc đã được giao hàng, bắt đầu bằng 11 chiếc do Ilyushin sản xuất từ năm 1956 và việc chuyển giao những chiếc máy bay do VEB sản xuất bắt đầu năm sau đó với tổng số 19 chiếc. Tới năm 1979, 20 chiếc còn sót lại[3], và tất cả đều được cho nghỉ năm 1990, không chiếc nào còn ở thời điểm thống nhất Không quân ĐỨc[2].
- Ai Cập: 70 chiếc được Không quân Ai Cập sử dụng từ năm 1955. Đa số đều là những chiếc do Liên Xô sản xuất, nhưng ít nhất có 1 chiếc Il-14P do VEB sản xuất được chuyển giao năm 1957. Nhiều chiếc đã bị Israel phá hủy trong những cuộc xung đột, tới năm 1979 26 chiếc còn sót lại[3]. Với sự xuất hiện của các loại máy bay phương Tây từ thời điểm đó trở về sau, IL-14 được cho nghỉ hưu năm 1994[2].

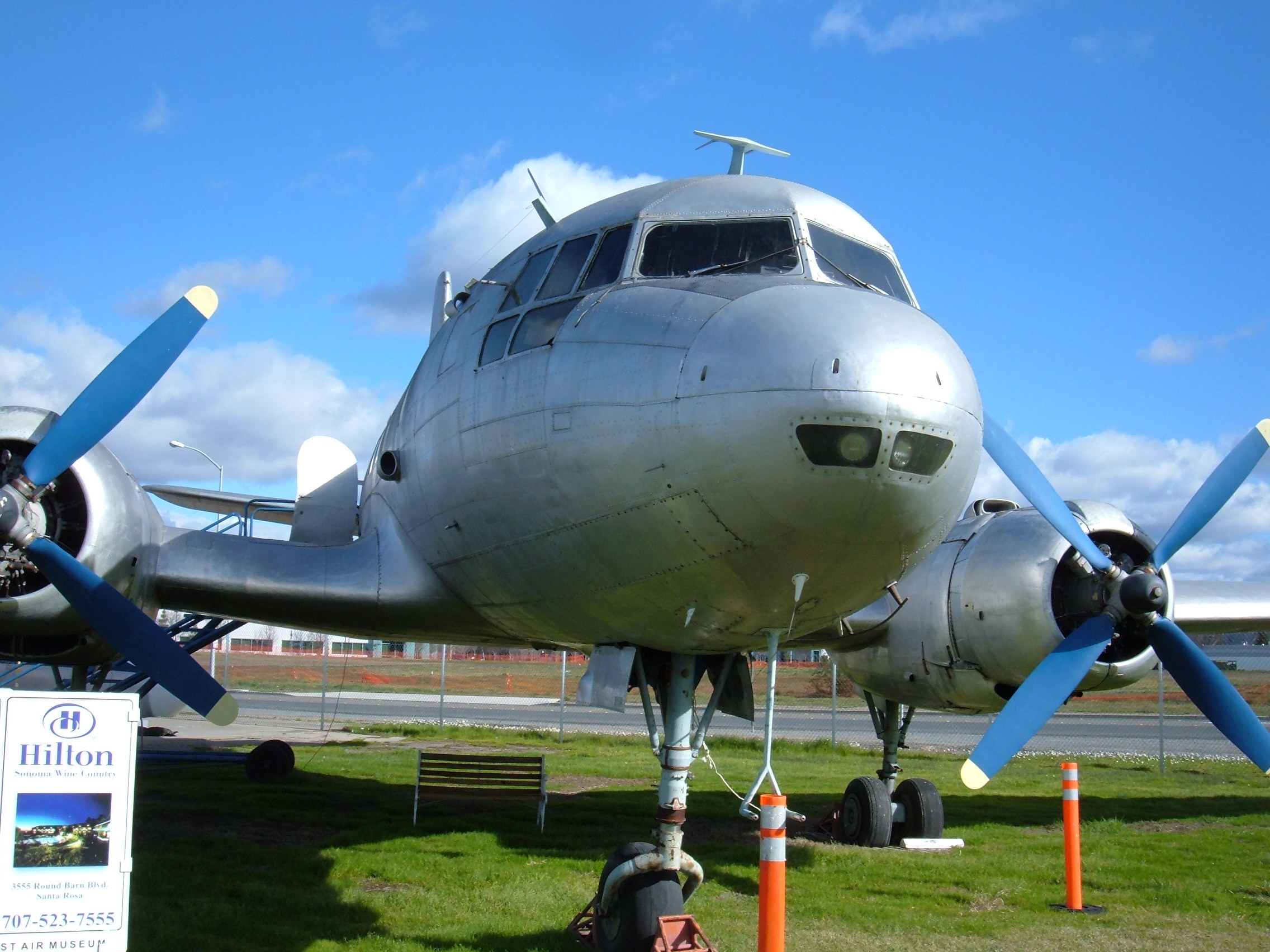
Phần trước của Il-14

- Ethiopia: 2 chiếc được mua 1965, một chiếc còn hoạt động năm 1979[3] và cuối cùng được nghỉ hưu năm 1994[2].
- Guiné-Bissau: 4 chiếc còn hoạt động năm 1979[3].
- Hungary: 10 chiếc được Không quân Hungary sử dụng từ năm 1955, gồm cả một số chiếc do VEB sản xuất. Chúng hoạt động tới tận năm 1993[2].
- Ấn Độ: 26 chiếc được giao năm 1955[2] nhưng đã bị loại bỏ năm 1979[3].
- Indonesia: 22 chiếc được giao từ năm 1957 và bị loại bỏ năm 1975[2][3].
- Iraq: 13 chiếc Il-14M được giao hàng năm 1958, tới năm 1979 còn 3 chiếc hoạt động[3]. Chiếc máy bay cuối cùng được cho nghỉ sau Chiến tranh Vùng Vịnh lần thứ nhất[2].
- Mông Cổ: 15 chiếc được giao hàng từ năm 1956 6 chiếc còn hoạt động ở thời điểm năm 1979[3]. Tới năm 1994 không chiếc nào còn hoạt động[2].
- CHDCND Triều Tiên: Khoảng 15 chiếc đã được sử dụng từ năm 1958 tới năm 1979 chưa tới 10 chiếc còn lại[3] and the last withdrawn by 1998[2].
- Bắc Yemen: 6 hoặc hơn được giao năm 1958, năm 1979 chỉ một chiếc còn bay được[3]. Chiếc này sau thuộc nhà nước Yemen thống nhất.

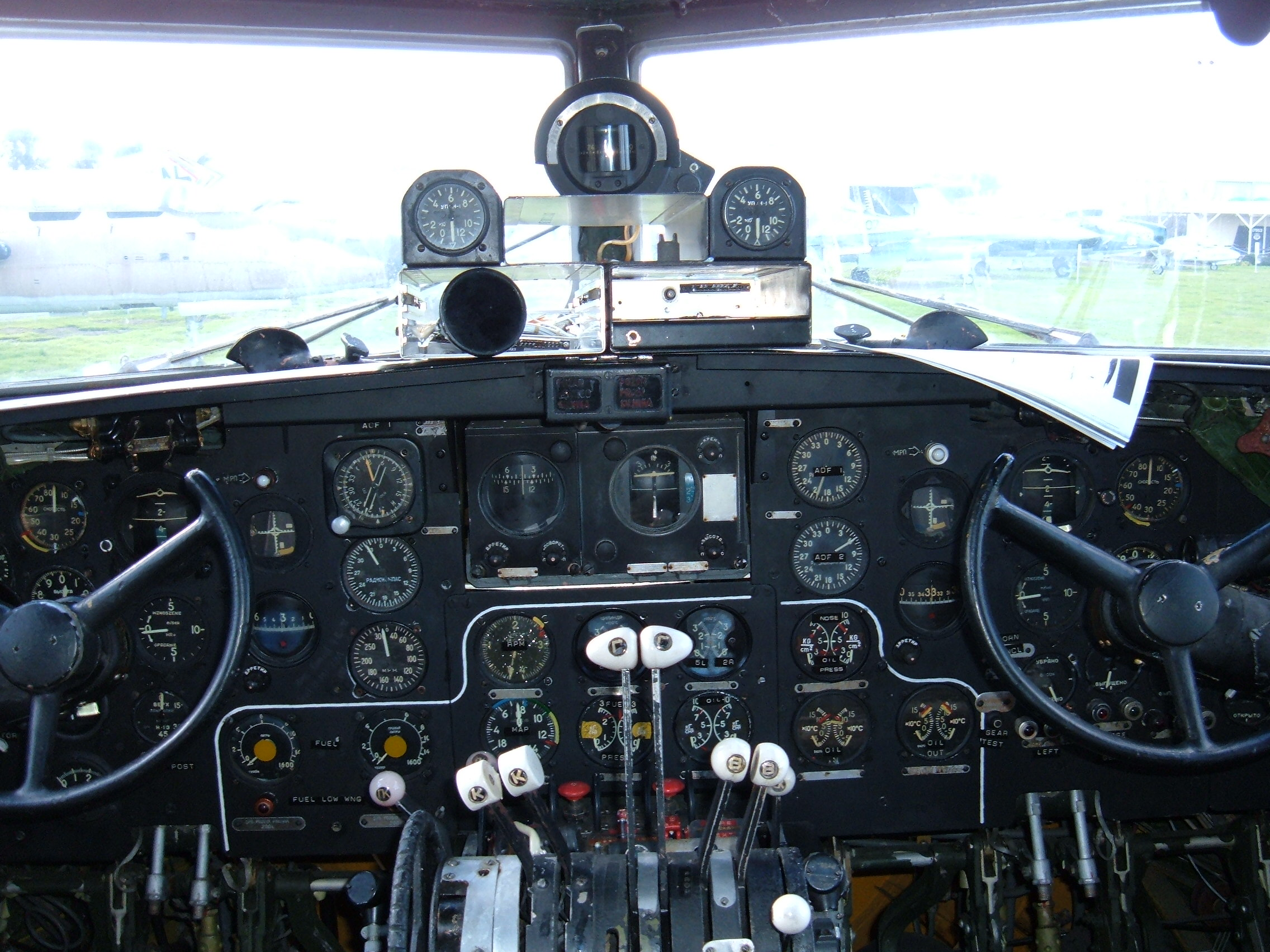
Buồng lái Il-14

- Ba Lan: 12 hay hơn đã hoạt động từ năm 1955, gồm cả loại Il-14P, Il-14S, và Il-14T do Liên Xô chế tạo, cũng như loại Il-14P và Il-14T do VEB chế tạo. Chúng hoạt động tới tận năm 1995[2].
- Romania: 33 chiếc được giao hàng từ năm 1955, gồm 30 chiếc Il-14P do VEB chế tạo và 3 chiếc 3 Il-14M được giao hàng năm 1961. Chỉ 4 chiếc còn hoạt động năm 1979[3], chiếc Il-14M cuối cùng ngừng hoạt động năm 1983. Tới năm 1993 không chiếc nào còn hoạt động[2].
- Nam Yemen: 4 chiếc được giao từ năm 1966, hoạt động tới năm 1988[2].
- Liên Xô: Hoạt động từ năm 1954, 235 chiếc còn phục vụ tới năm 1979[3].
- Syria: 16 chiếc được giao hàng năm 1957, 8 chiếc còn hoạt động năm 1979[3]. Những chiếc cuối cùng được nghỉ hưu năm 1998[2].
- Việt Nam: 45 chiếc được chuyển giao năm 1958, Ít nhất 20 chiếc còn hoạt động vào năm 1975, đến năm 1979 chỉ còn 12 chiếc[3]. Từ năm 1998 không còn chiếc nào hoạt động[2].
- Yemen: 1 chiếc được thừa hưởng từ Bắc Yemen năm 1990, hoạt động một thời gian ngắn trước khi nghỉ hưu[2].
- Nam Tư: 12 chiếc được giao năm 1963, 10 chiếc còn hoạt động năm 1979[3]. Tới năm 1998 không chiếc nào còn phục vụ[2].

## Đặc điểm kỹ thuật (Il-14)

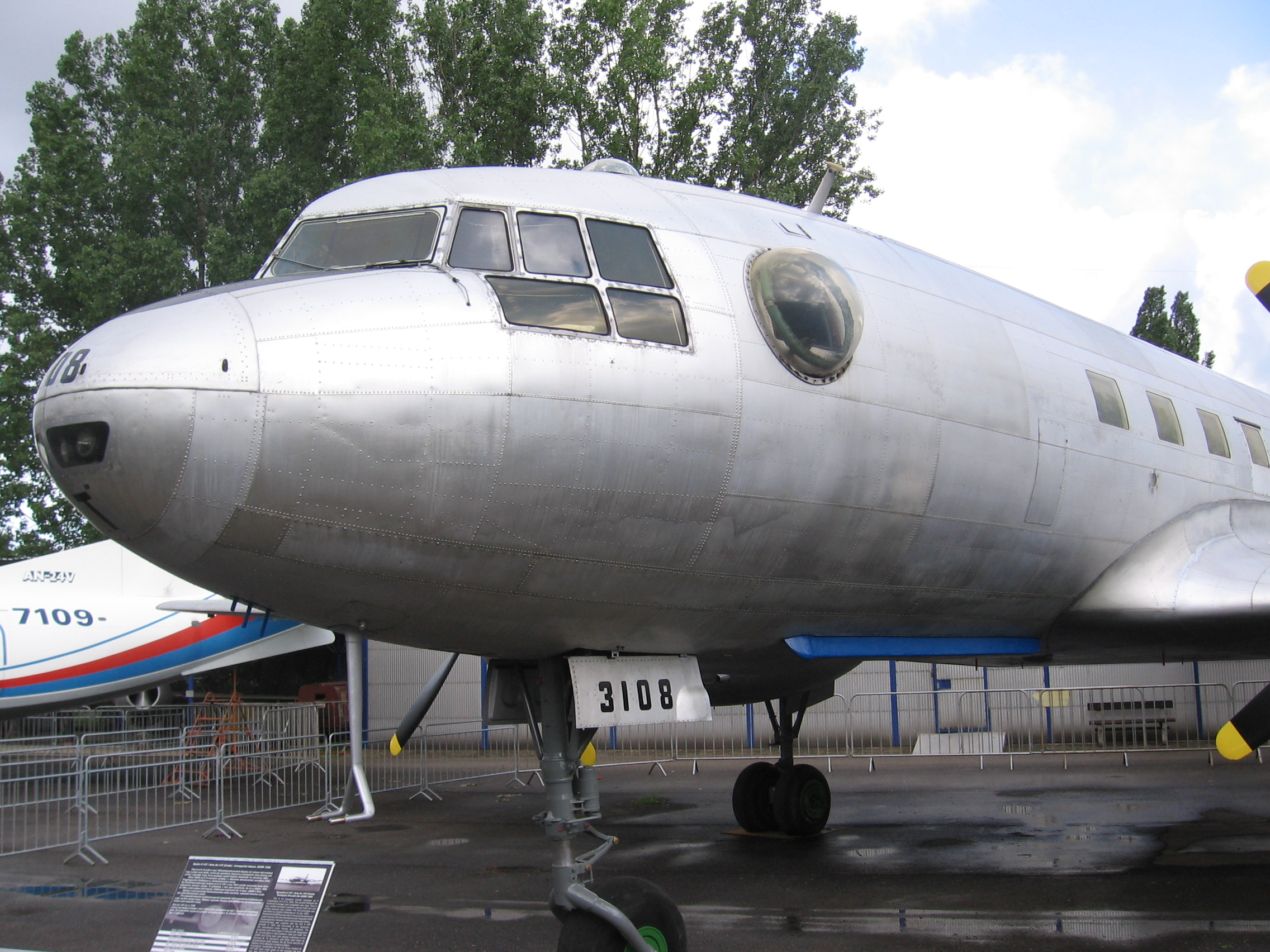
Il-14

### Đặc điểm chung
- Phi đội: bốn người (phi hành đoàn)
- Sức chở: 24-28 hành khách
- Chiều dài: 22.30 m (73 ft 2 in)
- Sải cánh: 31.70 m (104 ft 0 in)
- Chiều cao: 7.90 m (25 ft 11 in)
- Diện tích cánh: 99.7 m² (1.073 ft²)
- Trọng lượng rỗng: 12.600 kg (27.778 lb)
- Trọng lượng chất tải: kg (lb)
- Trọng lượng cất cánh tối đa: 18.000 kg (39.683 lb)
- Động cơ: 2 động cơ xuyên tâm 14 xi lanh làm mát bằng không khí Shvetsov ASh-82T, 1.417 kW (1.900 hp) mỗi chiếc

### Thao diễn
- Tốc độ tối đa: 417 km/h (225 knots, 259 mph)
- Tầm hoạt động: 1.305 km (705 nm, 811 mi)
- Trần bay: 7.400 m (24.280 ft)

## Chủ đề liên quan

### Máy bay có cùng sự phát triển
- Ilyushin Il-12

### Máy bay có tính năng tương đương
- Boeing 247
- Junkers Ju 52
- Lisunov Li-2
- Saab 90 Scandia
- Douglas DC-3

### Danh sách
- Danh sách máy bay chở khách
- Danh sách máy bay vận tải quân sự